# Central Español FC
Der Central Español Fútbol Club, kurz Central Español (Spitzname: Palermitanos), ist ein Fußballverein aus Montevideo in Uruguay. 

## Geschichte
Der Verein entstand aus einer Fusion der beiden Clubs Soriano und Solís aus dem Stadtviertel Palermo. Am 5. Januar 1905 wurde zunächst der Central Fútbol Club von den beiden Vereinspräsidenten Adolfo Dacquó und Juan Banquero sowie Alfredo, Alberto und Manuel Caballero, Joseph Paladino, Antonio Fernández Valdez (erster Präsident Centrals), Modesto Veira, dem Ladenbesitzer Manuel Fernandez Valdez und weiteren Personen gegründet. Unmittelbar zuvor wurde ein Spiel zwischen den beiden Vereinen ausgetragen, das Solís mit 1:0 für sich entschied. Der Name des neuen Vereins bezog sich auf den dem Trainingsplatz nahegelegenen Zentralfriedhof Montevideos (Cementerio Central). Die Vereinsfarben rot, blau und weiß wurden in Anlehnung an die im Viertel ansässige Karnevalsgruppe Los Esclavos del Nyanza (dt.: Die Sklaven von Nyanza) übernommen. Aus dieser Gruppe rekrutierte auch der erste herausragende Spieler des Clubs, der Schwarze Juan Delgado, der alsbald auch in die uruguayische Nationalmannschaft berufen wurde und später auch am Campeonato Sudamericano 1916 teilnahm. 1909 startete Central erstmals in der höchsten uruguayischen Liga und belegte in der Abschlusstabelle den sechsten Rang. Dort spielte man bis 1922, als man gemeinsam mit Peñarol nach dem 16. Spieltag aus der laufenden Meisterschaftsrunde ausgeschlossen wurde. In der Folge kam es im uruguayischen Fußball zu einer Aufsplittung der Organisationsstruktur. Die beiden ausgeschlossenen Vereine gründeten im Folgejahr einen eigenen Verband, die FUF, und starteten in einer Parallelmeisterschaft. Dort belegte Central 1923 den vierten Platz der Abschlusstabelle. 1926 endete das Schisma und auch Central kehrte in die Primera División zurück. Es folgte der Abstieg im Jahre 1927, doch schon 1928 gelang der direkte Wiederaufstieg. Bei den in jenem Jahr ausgetragenen Olympischen Sommerspielen 1928 stellte man sodann mit Venancio Bartibás einen aus dem Verein hervorgegangenen Olympiasieger. Bis zur Einführung des Profifußballs in Uruguay im Jahre 1932 blieb man erstklassig, startete sodann auch in der Profiliga und erreichte dort 1938 als Dritter das bis dato beste Saisonabschlussergebnis. Im Jahr vor dieser Vereinsbestleistung erhielt man mit dem Parque Palermo ein eigenes Stadion. Ein weiterer großer Spieler, der aus den Reihen des Clubs hervorging war in der Folgezeit Walter Gómez. Dieser spielte 1944 im Verein, als man ungeschlagen das Torneo Competencia gewann und somit der erste Verein des Landes war, der ein offizielles Turnier statt der beiden großen Clubs Nacional und Peñarol für sich entschied.
Die Competencia-Gewinnermannschaft setzte sich neben Walter Gómez zusammen aus den folgenden Spielern:
"Cacharpa" Pérez, Pedro Falero, Nicolás Falero, Galasso(bzw. Galazzo) aus Buenos Aires, Paesch, Lorenzo Barreto, Lariccia, Dieguito Rodríguez, Santos González, Segundo González, Juancito López sowie dessen Zwillingsbruder, Perdigón, Trujillo, Julio Barrios, Vomero und Martínez.
Wenige Jahre später entstammten auch drei der Weltmeister des Jahres 1950 dem Club. Dies waren der Trainer Juan López sowie Víctor Rodríguez Andrade und Luis Alberto Rijo. 1953 endete mit dem Abstieg vorerst die Zugehörigkeit zur Primera División Profesional de Uruguay. Der Verein fand erst mit dem Gewinn der Meisterschaft des Jahres 1961 in der Segunda División den Weg zurück in Uruguays höchste Spielklasse, stieg aber prompt 1962 als Tabellenvorletzter wieder ab. Acht Jahre später folgte 1970 die Rückkehr. 1971 wurde im Zuge der Fusion mit der Colectividad Española die Umbenennung auf den heutigen Namen Central Español vollzogen. Bis zum Wiederabstieg im Jahre 1973 vermied man den erneuten Absturz in die Zweitklassigkeit jeweils nur knapp, in jenem Jahr war er jedoch nicht mehr zu verhindern. Erst die Zweitligameisterschaft des Jahres 1983 unter Trainer Roberto Fleitas ebnete den Weg zurück in die Primera División. Dort feierte man in der folgenden Spielzeit einen furiosen Wiedereinstand, der mit dem größten Erfolg der Vereinsgeschichte, dem Gewinn der Uruguayischen Meisterschaft, gekrönt wurde. Verantwortlicher Trainer in der Spielzeit 1984 war Líber Arispe, der Fleitas nach dem Aufstieg abgelöst hatte. Die Mannschaft des Jahres 1984 setzte sich aus den folgenden Spielern zusammen:
Héctor Tuja, Julio Garrido, Javier Baldriz, César Pereira, Carlos Barcos, Obdulio Trasante, Fernando Operti, Miguel Berriel, Wilfredo Antúnez, Tomás Lima, Abel Tolosa, Miguel Del Río, Oscar Falero, Pablo Silva, Uruguay Gussoni, José Ignacio Villarreal, Daniel Viera, Fernando Vilar, Fernando Madrigal, Daniel Andrada und Rúben Borda
Mit diesem auf einen Zweitligameistertitel folgenden unmittelbaren Meisterschaftsgewinn stellte der Verein zudem einen Weltrekord auf, da dies zuvor weltweit keinem anderen Verein gelungen war. Im uruguayischen Fußball konnte ein solcher Doppelerfolg bislang nicht wiederholt werden. Einem abermaligen Abstieg 1992 ließ man die unmittelbare Rückkehr folgen. Der nächste Abstieg stand aber bereits 1996 ins Haus.
Zwischenzeitlich war man wieder in die höchste uruguayische Spielklasse aufgestiegen, musste am Ende der Spielzeit 2012/13 als Tabellen-14. und Inhaber der punktgleich mit Progreso geteilten "Roten Laterne" im Abstiegsranking die Rückversetzung in die Segunda División hinnehmen.

## Erfolge
Den größten Erfolg in der Vereinsgeschichte stellt bislang der Gewinn des uruguayischen Meistertitels im Jahr 1984 dar. 1961 und 1983 errang man jeweils die Meisterschaft der zweithöchsten uruguayischen Spielklasse, der Segunda División Profesional de Uruguay. 2006 nahm der Club an der Copa Sudamericana teil, überstand aber nicht die erste Runde.
- Uruguayischer Meister (1984)
- Meister der Segunda División (1961, 1983)
- Torneo Competencia (1944)
- Teilnahme Copa Sudamericana (2006)

## Trainerhistorie
- 1983: Roberto Fleitas
- 1984: Líber Arispe
- 1997: Adán Machado
- 1998: Antonio Alzamendi
- mind. Mai 2001: Beethoven Javier
- 2004 bis 2005: Fabián Coito[8]
- bis 10. März 2007: Luis González[9]
- 12. März 2007 bis Ende Dezember 2007: Adán Machado[10]
- bis Dezember 2009: Ruben Silva[11]
- ab Mitte Dezember 2009: Mario Saralegui
- Juni 2011 bis September 2012: Daniel Sánchez[12]
- bis 23. Februar 2013: Darlyn Gayol[13]
- Februar 2013 bis April 2013: Julio Acuña[14]
- April 2013: Adrián Colombo[15]
- April 2013 bis Mai 2013: Óscar Pacheco[16]
- Mai 2013 bis Juni 2014[17]: Adrián Colombo[18]
- seit August 2015: Jorge Artigas

## Ehemalige Präsidenten
- Baltasar García Flores[19]

## Weitere ehemalige Spieler
- Luis Barbat
- Jorge Daniel Cardaccio
- Alejandro Cichero
- Diego Dorta
- Gastón Filgueira
- José María Franco
- Abel Hernández
- William Martínez
- Matías Masiero
- Alexander Medina
- Sergio Órteman
- Ettore Puricelli
- Guillermo Sanguinetti
- Paulo Silas
- Santiago Silva
- Juan Surraco